# Kombinacja norweska na Mistrzostwach Świata w Narciarstwie Klasycznym 2017 – sztafeta
Sztafeta HS100/4x5 km – jedna z konkurencji w ramach kombinacji norweskiej na Mistrzostwach Świata w Narciarstwie Klasycznym 2017. Skoki na kompleksie Salpausselkä oraz sztafeta odbyły się 26 lutego 2017 w fińskim Lahti. Tytuł z poprzednich mistrzostw obronili Niemcy. Rywalizowało 11 reprezentacji narodowych.

## Wyniki

### Skoki narciarskie
| Pozycja | Nr | Reprezentacja                                                                     | Skok (m)             | Punkty                        | Strata (min.) |
| ------- | -- | --------------------------------------------------------------------------------- | -------------------- | ----------------------------- | ------------- |
| 1       | 11 | Niemcy · Björn Kircheisen · Fabian Rießle · Eric Frenzel · Johannes Rydzek        | 91,0 97,0 100,0 96,5 | 500,8 114,3 129,0 132,0 125,5 |               |
| 2       | 8  | Japonia · Hideaki Nagai · Takehiro Watanabe · Yoshito Watabe · Akito Watabe       | 90,0 91,0 94,5 95,0  | 468,0 112,3 114,2 120,5 121,0 | +0:44         |
| 3       | 6  | Francja · François Braud · Antoine Gérard · Laurent Muhlethaler · Maxime Laheurte | 93,5 90,0 93,5 95,0  | 467,7 119,5 109,6 117,1 121,5 | +0:44         |
| 4       | 10 | Austria · Paul Gerstgraser · Bernhard Gruber · Philipp Orter · Mario Seidl        | 87,5 94,5 93,0 92,5  | 451,8 104,0 118,8 114,3 114,7 | +1:05         |
| 5       | 9  | Norwegia · Magnus Krog · Mikko Kokslien · Magnus Moan · Jørgen Gråbak             | 89,5 94,0            | 450,9 106,6 109,1 117,5 117,3 | +1:07         |
| 6       | 7  | Finlandia · Eero Hirvonen · Hannu Manninen · Leevi Mutru · Ilkka Herola           | 87,0 83,0 93,5 94,5  | 436,5 105,0 95,2 118,4 117,9  | +1:26         |
| 7       | 3  | Stany Zjednoczone · Ben Berend · Ben Loomis · Taylor Fletcher · Bryan Fletcher    | 96,5 87,5 83,5 89,0  | 424,4 121,4 104,7 95,9 102,4  | +1:42         |
| 8       | 4  | Czechy · Ondřej Pažout · Jan Vytrval · Miroslav Dvořák · Tomáš Portyk             | 88,5 91,0 90,5 84,0  | 420,5 102,8 109,9 111,3 96,5  | +1:47         |
| 9       | 2  | Rosja · Timofiej Borisow · Ernest Jachin · Wiaczesław Barkow · Samir Mastijew     | 88,0 92,0 91,5 86,0  | 418,4 102,9 113,3 110,5 91,7  | +1:50         |
| 10      | 1  | Estonia · Han-Hendrik Piho · Kail Piho · Karl-August Tiirmaa · Kristjan Ilves     | 84,5 82,5 88,0 96,5  | 409,1 96,4 91,5 104,8 116,4   | +2:02         |
| 11      | 5  | Włochy · Armin Bauer · Lukas Runggaldier · Alessandro Pittin · Samuel Costa       | 83,5 82,0 92,0 88,5  | 406,3 95,0 89,8 113,2 108,3   | +2:06         |

### Biegi narciarskie
| Pozycja | Nr | Reprezentacja                                                                     | Strata | Czas biegu                              | Pozycja | Strata  |
| ------- | -- | --------------------------------------------------------------------------------- | ------ | --------------------------------------- | ------- | ------- |
| 1.      | 1  | Niemcy · Björn Kircheisen · Eric Frenzel · Fabian Rießle · Johannes Rydzek        | 0:00   | 47:57,3 12:04,8 11:46,1 11:49,4 12:17,0 | 5       |         |
| 2.      | 5  | Norwegia · Magnus Moan · Mikko Kokslien · Magnus Krog · Jørgen Gråbak             | 1:07   | 47:32,0 11:50,9 11:39,3 11:47,2 12:14,6 | 2       | +41,7   |
| 3.      | 3  | Austria · Bernhard Gruber · Mario Seidl · Philipp Orter · Paul Gerstgraser        | 1:05   | 47:56,0 11:51,3 12:06,6 11:49,5 12:08,6 | 4       | +1:03,7 |
| 4       | 2  | Japonia · Hideaki Nagai · Takehiro Watanabe · Yoshito Watabe · Akito Watabe       | 0:44   | 48:19,3 12:17,3 12:01,8 11:56,0 12:04,2 | 6       | +1:06,0 |
| 5       | 6  | Finlandia · Leevi Mutru · Eero Hirvonen · Ilkka Herola · Hannu Manninen           | 1:26   | 47:49,0 12:17,2 11:57,2 11:36,5 11:58,1 | 3       | +1:17,7 |
| 6       | 11 | Włochy · Armin Bauer · Lukas Runggaldier · Alessandro Pittin · Samuel Costa       | 2:06   | 47:09,5 11:56,0 11:47,6 11:26,9 11:59,0 | 1       | +1:18,2 |
| 7       | 3  | Francja · Laurent Muhlethaler · Maxime Laheurte · François Braud · Antoine Gérard | 0:44   | 48:32,8 12:18,5 12:13,9 11:59,7 12:00,7 | 7       | +1:19,5 |
| 8       | 7  | Stany Zjednoczone · Bryan Fletcher · Taylor Fletcher · Ben Berend · Ben Loomis    | 1:42   | 49:42,5 12:00,9 11:50,6 13:12,2 12:48,8 | 9       | +3:27,2 |
| 9       | 10 | Estonia · Kail Piho · Karl-August Tiirmaa · Han-Hendrik Piho · Kristjan Ilves     | 2:02   | 49:35,0 12:00,6 12:29,1 12:29,2 12:36,1 | 8       | +3:39,7 |
| 10      | 9  | Rosja · Samir Mastijew · Wiaczesław Barkow · Ernest Jachin · Timofiej Borisow     | 1:50   | 50:59,3 12:11,4 12:16,2 12:44,6 13:48,1 | 10      | +4:52,0 |
| 11      | 8  | Czechy · Miroslav Dvořák · Tomáš Portyk · Ondřej Pažout · Jan Vytrval             | 1:47   | 51:06,9 12:14,6 12:15,5 13:14,8 13:31,0 | 11      | +4:56,6 |